# Samuel Chamberlain
Ne doit pas être confondu avec Samuel S. Chamberlain.
Samuel Chamberlain, né à Cresco le 28 octobre 1895 et mort le 10 janvier 1975 à Marblehead, est un architecte et graveur américain.

## Biographie
D'origine américaine, Chamberlain effectue trois séjours à Paris : en 1917-1918, en 1924-1925 et en 1928-1932.
Élève de Malcolm Osborne et du graveur d'Édouard-Henri Léon (1873-1968), il expose au Salon des artistes français de 1929 les gravures au burin Colmar, Perrugia et Canterbury ; il y avait obtenu en 1925 une mention honorable et en 1928, une médaille de bronze.
Dès 1914, il avait produit des dessins lithographiques sur le thème du vieux Paris, témoignant de son affection pour la capitale française. Il a publié trois essais illustrés sur l'architecture française.